# Лопатин, Виктор Владимирович
Виктор Владимирович Лопатин (23 августа 1979 — 1 апреля 2024) — белорусский самбист и дзюдоист, тренер и спортивный судья, бронзовый призёр первенства мира по самбо среди юниоров 1999 года, бронзовый призёр международного турнира по дзюдо 1998 года в Минске, серебряный (2000, 2005) и бронзовый (2000) призёр чемпионатов Европы по самбо, бронзовый призёр розыгрыша Кубка мира по самбо 1998 года, бронзовый призёр чемпионатов мира по самбо 2004 и 2005 годов, мастер спорта Республики Беларусь международного класса по самбо. По самбо выступал в первой полусредней (до 68 кг) и второй средней (до 74 кг) весовых категориях. Проживал в городе Орша.
Умер 1 апреля 2024 года.